# تغییرات اقلیمی در عربستان سعودی

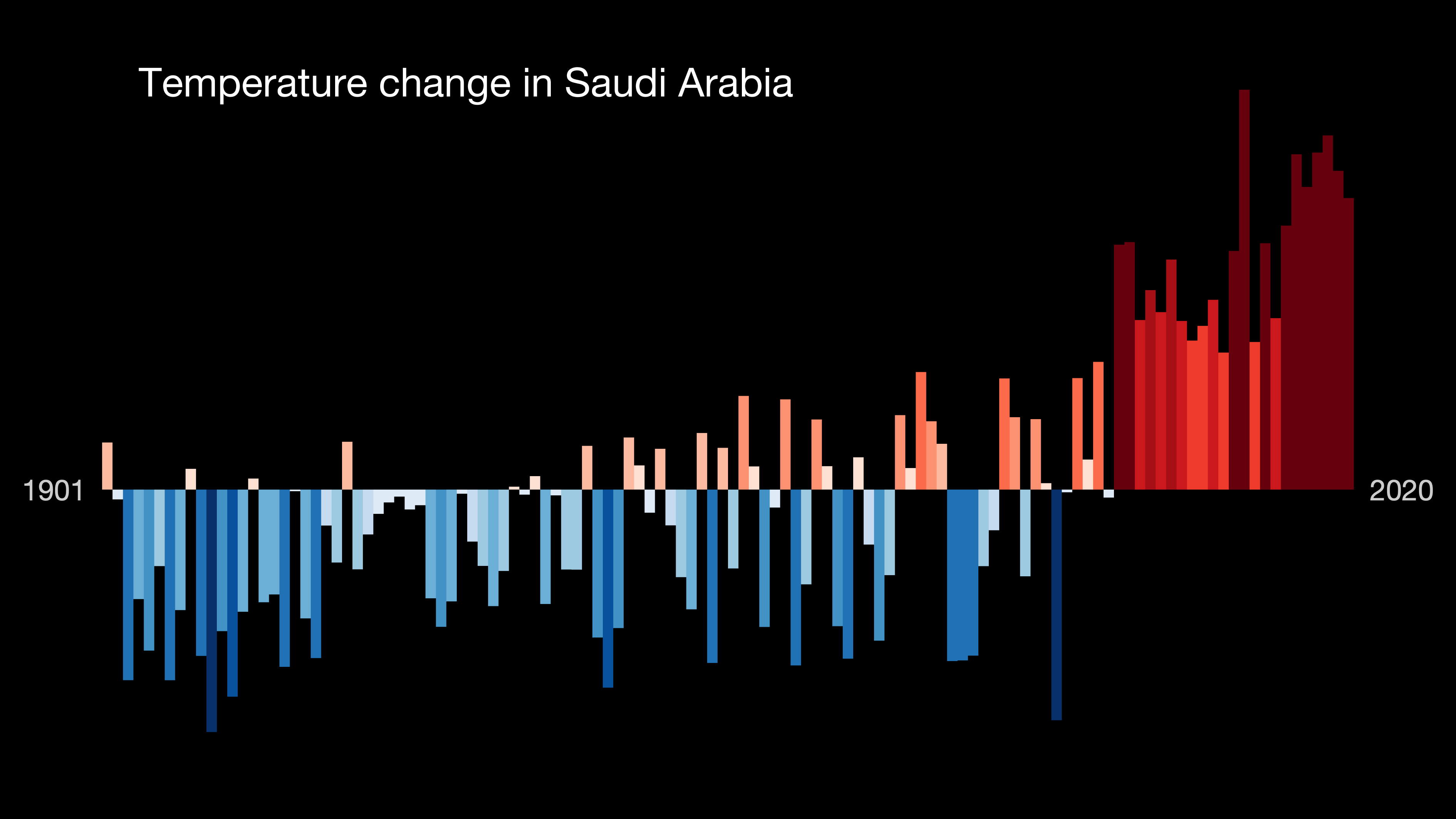
تغییرات دما در عربستان سعودی (۱۹۰۱ تا ۲۰۲۰)

تغییرات اقلیمی تأثیرات قابل توجه و متنوعی از جمله افزایش دما، کاهش بارندگی و افزایش سطح آب دریاها را بر محیط زیست، جامعه و اقتصاد عربستان سعودی، به ویژه بر صنایع کشاورزی، ماهیگیری و گردشگری اعمال می‌کند. اگرچه کشورهای عربی خلیج فارس تنها ۲٫۵۲ درصد از کل گازهای گلخانه‌ای جهان را منتشر می‌کنند، اما اقتصاد آنها که به شدت به صادرات نفت و گاز وابسته است، سهم قابل توجهی در تغییرات اقلیمی دارد.
عربستان سعودی در منطقه خلیج فارس در غرب آسیا واقع شده است. حدود چهار پنجم (۸۰٪) شبه جزیره عربستان را پادشاهی عربستان سعودی تشکیل می‌دهد. این کشور از غرب به دریای سرخ و از شرق به خلیج فارس محدود می‌شود. تقریباً دو سوم کشور استپ خشک و کوهستانی است. بیشتر زمین‌های باقی‌مانده بیابان‌های شنی هستند. تغییرات اقلیمی احتمالاً اثرات نامطلوبی بر اکوسیستم‌های حساس، به ویژه به دلیل تأثیرات بر فرآیندهای بیابان‌زایی خواهد داشت. بین سال‌های ۲۰۰۷ و ۲۰۲۱، جمعیت عربستان سعودی بیش از ۴۰ درصد از ۲۵٫۱۸ میلیون نفر به ۳۵٫۴۵ میلیون نفر افزایش یافت و همچنان به رشد خود ادامه داده است و در سال ۲۰۲۳ به ۳۶٫۵ میلیون نفر رسیده است. افزایش جمعیت احتمالاً تقاضای انرژی و در نتیجه انتشار گازهای گلخانه‌ای را افزایش خواهد داد.
عربستان سعودی پیمان پاریس را امضا و تصویب کرده است. در سال ۲۰۲۱، این کشور اولین تعهدات تعیین‌شده ملی خود را با تمرکز بر تنوع‌بخشی اقتصادی، کاهش و اجتناب از انتشار گازهای گلخانه‌ای به‌روزرسانی کرد. تلاش برای کاهش میزان تغییرات اقلیمی می‌تواند برای بخش نفت و گاز اقتصاد آن مشکل‌ساز باشد، زیرا سوخت‌های فسیلی بیش از ۷۰ درصد از کل انتشار گازهای گلخانه‌ای جهان را تولید می‌کنند و کاهش استفاده از آنها اولویت بین‌المللی است.
عربستان سعودی حدود ۱۸ درصد از کل ذخایر شناخته‌شده نفت جهان را کنترل می‌کند و بزرگ‌ترین صادرکننده نفت است. عربستان سعودی همچنین یکی از بزرگ‌ترین مصرف‌کنندگان سوخت‌های فسیلی برای اقتصاد خود است: در سال ۲۰۱۷، به‌طور متوسط ۳٬۳۲۸٬۰۰۰ بشکه در روز مصرف می‌کرد که این کشور را در رتبه ششم مصرف جهانی سوخت قرار می‌دهد. همچنین با مصرف ۲۹۵ میلیارد کیلووات ساعت برق، در رتبه سیزدهم جهان قرار دارد. اکثر انتشارات گازهای گلخانه‌ای عربستان سعودی توسط بخش‌های برق، ترابری و تولید آن تولید می‌شود. در سال ۲۰۱۹، انتشار دی‌اکسید کربن آن ۵۵۹٫۶ میلیون تن بود. به دلیل رشد سریع جمعیت که همراه با افزایش تقاضای برق و گسترش بخش تولید است، تقاضای انرژی و با آن انتشار گازهای گلخانه‌ای همچنان در حال افزایش است. در واقع، تولید ناخالص داخلی این کشور حدود ۴۵ درصد افزایش یافت و مصرف برق سرانه ۱٫۳۷۸ مگاوات ساعت افزایش یافت که این امر بیشتر به انتشارات آن کمک کرد.

## تأثیرات بر محیط طبیعی

### تغییرات دما و آب و هوا
از سال ۱۹۷۹ تا ۲۰۱۹، میانگین دمای عربستان سعودی ۲٫۱ درجه سانتی‌گراد افزایش یافته است که تقریباً سه برابر میانگین جهانی است. این افزایش در ماه‌های تابستان حتی چشمگیرتر بوده است، زیرا میانگین دما ۲٫۵ درجه سانتی‌گراد افزایش یافته است. به دلیل تغییرات اقلیمی، شاهد افزایش جهانی رویدادهای آب و هوایی شدید مانند موج‌های گرمای بی‌سابقه در تابستان ۲۰۱۰ بوده‌ایم. در این دوره، دمای شهر جده عربستان سعودی به ۵۲ درجه سانتی‌گراد رسید و باعث خاموشی هشت نیروگاه برق کشور و چندین شهر شد. افزایش کلی دما به‌طور نامتناسبی بر کشور تأثیر می‌گذارد و به فصول بستگی دارد. به عنوان مثال، پایتخت این کشور، ریاض، شاهد افزایش میانگین دمای تابستان خود به میزان ۰٫۰۶۷ درجه سانتی‌گراد در سال بین سال‌های ۲۰۰۹ و ۲۰۱۳ و میانگین زمستان آن به میزان ۰٫۰۵۶ درجه سانتی‌گراد در سال بوده است. از سوی دیگر، تبوک در شمال غربی در همان دوره افزایش تدریجی بیشتری را شاهد بوده است، با افزایش میانگین تابستان آن به میزان ۰٫۰۵۸ درجه سانتی‌گراد در سال و افزایش دمای زمستان آن به میزان ۰٫۰۴۲ درجه سانتی‌گراد در سال. این امر روندهای کلی منطقه‌ای در عربستان سعودی را با دمای پایین‌تر در شمال و دمای بالاتر در قسمت‌های ساحلی و مرکزی کشور نشان می‌دهد.

## افزایش سطح آب دریاها
تغییرات اقلیمی و افزایش دمای همراه با آن، منجر به ذوب شدن یخ‌ها و انبساط آب‌های اقیانوسی می‌شود. ترکیب این فرایندها به صورت افزایش سطح آب دریاها ظاهر می‌شود و کشورهای ساحلی و جزیره‌ای در سراسر جهان را تهدید می‌کند. [مناطق ساحلی عربستان سعودی پرجمعیت هستند و این مناطق برای اقتصاد نیز اهمیت دارند. در امتداد سواحل دریای سرخ این کشور، چهار شهر بزرگ تبوک، مدینه، جده و جیزان قرار دارند. این مناطق محل قرارگیری تعدادی از مکان‌های مذهبی و تاریخی هستند که جاذبه‌های گردشگری مهمی به‌شمار می‌آیند و همچنین میزبان زمین‌های کشاورزی و ذخایر نفت و گاز طبیعی هستند.
افزایش سطح آب دریاها در هر نقطه می‌تواند با طیف وسیعی از پیامدهای منفی زیست‌محیطی همراه باشد. این پیامدها شامل سیل در مناطق ساحلی، فرسایش سواحل، آلودگی منابع آب شیرین، شوری خاک و از بین رفتن زیستگاه‌ها در امتداد سواحل است. مناطق شمال و جنوب دمام در معرض بیشترین خطر سیلاب در کشور هستند و بنابراین، تحت تهدید پیامدهای زیست‌محیطی همراه با آن قرار دارند.